# Capone (rapper)
Capone, pseudonimo di Kiam Akasi Holley (Queensbridge, 8 febbraio 1976), è un rapper statunitense.
È conosciuto come componente, assieme a N.O.R.E., del duo Capone-N-Noreaga.
Capone fu incarcerato poco dopo l'uscita del primo album del duo, The War Report; uscito di galera, assieme a N.O.R.E. registrò il secondo album del gruppo, The Reunion, ma fu nuovamente arrestato poco dopo.
Nel 2004 ha registrato il singolo I Need Speed in esclusiva come colonna sonora per il gioco della EA Need for Speed: Underground 2.
Nel 2005, l'etichetta Def Jam scisse il contratto con Capone. Nello stesso anno, Capone debuttò da solista con l'album Pain, Time, and Glory, che però non ha avuto un gran successo di vendite.
È inoltre apparso in My World, l'album di Ron Artest.
Capone è un personaggio giocante nei videogiochi Def Jam: Fight for NY e Def Jam Vendetta.

## Discografia
Album
- 2005 - Pain, Time & Glory
- 2006 - Menace 2 Society
- 2009 - Revenge Is a Promise

Mixtape
- 2004 - Da Streets Vol. 1